# پولیشه
پولیشه، پولسیا، پولسیه یا پولیسیا (به لهستانی: Polesie، به بلاروسی: Палессе، به اوکراینی: Полісся) یک منطقۀ تاریخی و طبیعی است که از اروپای مرکزی آغاز شده و تا شرق اروپا را دربرمی‌گیرد. این ناحیه امروز شامل بخش‌هایی از کشورهای لهستان، بلاروس، اوکراین و بخش اروپایی روسیه می‌شود.